# Hiperfosfatemia
Hiperfosfatemia é um transtorno de eletrólito no qual há um nível anormalmente elevado de fosfato no sangue. Frequentemente os níveis de cálcio estão diminuídos (hipocalcemia) devido à precipitação do fosfato com o cálcio nos tecidos.